# آلبرت مکرتچیان
آلبرت مکرتچیان (ارمنی: Ալբերտ Մկրտչյան؛  ۲۷ فوریهٔ ۱۹۳۷ – ۲۸ فوریهٔ ۲۰۱۸) کارگردان، فیلم‌نامه‌نویس، بازیگر یک اهل ارمنستان بود. وی بین سال‌های - تا - میلادی فعالیت می‌کرد.

## زندگی‌نامه
وی در ۲۷ فوریهٔ ۱۹۳۷ در گیومری به دنیا آمد و از مؤسسه سینمایی گراسیموف فارغ‌التحصیل شد. وی در ۲۸ فوریهٔ ۲۰۱۸ در ۸۱ سن سالگی در ایروان درگذشت.

## گزیده فیلمشناسی
از فیلم‌ها یا برنامه‌های تلویزیونی که وی در تهیه آن نقش داشته‌است می‌توان به تانگوی کودکی ما، ترانه ایام گذشته اشاره کرد.

## جوایز و افتخارات
وی همچنین برندهٔ جوایزی همچون مدال موسس خورناتسی (۲۰۰۰)، مدال طلای وزارت فرهنگ جمهوری ارمنستان (۲۰۰۷)، نشان افتخار مسروپ ماشتوتس مقدس ()، هنرمند مردمی جمهوری ارمنستان (۲۰۰۳)، شهروند افتخاری گیومری (۲۰۰۳) و نشان برجسته افتخار () شده‌است.